# Георги Белев (поет)
Вижте пояснителната страница за други личности с името Георги Белев.
Георги Трендафилов Белев е български поет, преводач на поезия, редактор.

## Биография
Роден е в Кюстендил на 4 май 1945 г. Израства и учи в София. През 1969 г. се дипломира като радиоинженер. За кратко работи като проектант в „Транспроект“. Редактор във в. „Орбита“ (1971 – 1973), „Литературен фронт“ (1974 – 1982) и изд. „Народна култура“ (1983 – 1989).
От 1990 г. Георги Белев живее в Бостън. През 1993 г. взема магистърска степен по сравнителна поетика от Бостънския университет.
Умира вследствие на заразяване с коронавирус на 14 май 2020 г. в клиника в Бостън.

## Творчество
Като преводач първо се изявява в България, превеждайки американски поети. Публикува две книги с избрани стихотворения от съвременните американски поети Робърт Блай (1986) и Голуей Кинел (1989). След като емигрира е инициатор за издаването на може би най-хвалената антология с българска поезия в САЩ – антологията „Глина и звезда: съвременни български поети“ (1992), подготвена заедно с Lisa Sapinkopf. Антологията е издадена в Минеаполис от Milkweed Editions с помощта на престижните фондации Witter Bynner и Wheatland и спечелва наградата на Асоциацията на американските преводачи.
Стихотворения от Георги Белев се появяват в известните списания Poetry, Boston Review, The Paris Review, Artful Dodge, Nimrod, Boulevard, Partisan Review, Mid American Review, Crab Creek Review, Paintbrush, Harvard Review, North Atlantic Review, Webster Review, The Hollins Critic, International Quarterly, Visions International, Delos, The Pensilvania Review, Southern Humanities Review.

### Стихосбирки
- „Разчетен надпис“ (1976),
- „Умерена облачност“ (1979),
- „Пясък между зъбите“ (1985),
- „Гората слиза нощем“ (1985, 2004),
- „Довереник на здрача“ (1989),
- „Но“ (1990),
- „Умерена облачност“. Пловдив: Жанет 45, 2012[8].

### Стихове за деца
- „Смешки“ (1986).

### Преводи
- Робърт Блай. „Подземна вода. Избрани стихотворения“. София: Народна култура, 1986, 164 с.
- Голуей Кинел. „Руини под звездите. Избрани стихотворения“. София: Народна култура, 1989.

### Редакторство
- „Clay and Star: Contemporary Bulgarian Poets“. Milkweed Editions, 1992, 227 p. ISBN 978-0-915943-85-2

## Награди
През 1991 г. получава почетен сертификат от кметството на Бостън, както и медал и диплома от кметството на Рим и областта Лацио в Италия.
Единствената награда, която получава в България преди емиграцията си, е „100 години Българска академия на науките“ през 1980 г.
Лауреат е на Националния литературен конкурс за поезия „Биньо Иванов“ през 2014 г.